# Merle Hummrich
Merle Hummrich (* 1970 in Wuppertal) ist eine Erziehungswissenschaftlerin und Hochschullehrerin an der Johann Wolfgang Goethe-Universität Frankfurt am Main.

## Leben
Merle Hummrich wuchs in Hachenburg auf. Nach dem Abitur 1989 am Privaten Gymnasium Marienstatt studierte sie an der Johannes Gutenberg-Universität Mainz Pädagogik und schloss 1996 als Diplom-Pädagogin ab. 2001 promovierte sie mit einem Stipendium der Landesgraduiertenförderung Rheinland-Pfalz mit einer Arbeit über „Bildungserfolg und Migration. Biographien junger Frauen in der Einwanderungsgesellschaft“. Die Arbeit wurde mit dem Frauenförderpreis der Mainzer Universität ausgezeichnet.
Von 2001 bis 2003 war Hummrich wissenschaftliche Mitarbeiterin am Pädagogischen Institut der Universität Mainz. Von 2003 bis 2005 arbeitete sie in einem Projekt am Zentrum für Schul- und Bildungsforschung (ZSB) der Martin-Luther-Universität Halle-Wittenberg und von 2005 bis 2011 am Institut für Schulpädagogik und Grundschulpädagogik. Von 2008 bis 2009 war sie zudem Research Fellow der Jacobs Foundation am Zentrum für Religion, Wirtschaft und Politik (ZRWP) in Zürich. 2010 folgte die Habilitation zu „Jugend und Raum. Exklusive Zugehörigkeitsordnungen in Familie und Schule.“ und 2010/11 Vertretungsprofessuren an der Universität Duisburg-Essen sowie an der Johann Wolfgang Goethe-Universität Frankfurt am Main.
Von 2011 bis 2018 war Merle Hummrich Professorin (W3) für Erziehungswissenschaft mit dem Schwerpunkt Empirische Bildungsforschung an der Europa-Universität Flensburg, Mitglied (2012–2018) und Vorsitzende (2017/18) des akademischen Senats sowie Gründungsmitglied des Zentrums für Bildungs-, Unterrichts-, Schul- und Sozialisationsforschung (ZEBUSS). 2018 lehnte sie einen Ruf an die Universität Bielefeld ab und folgte dem Ruf auf eine Professur (W3) für Erziehungswissenschaft mit dem Schwerpunkt Schule und Jugend an den Fachbereich Erziehungswissenschaften der Universität Frankfurt. Dort ist sie im Institut für Pädagogik der Sekundarstufe tätig.
Merle Hummrich ist Mutter von zwei Töchtern, ihre jüngere Tochter ist die Schauspielerin Sophie Elise Hummrich.

## Forschungs- und Arbeitsschwerpunkte
Die Forschung- und Arbeitsschwerpunkte von Merle Hummrich liegen in der Jugendforschung, der Migrationsforschung, der Schulpädagogik. Dabei stehen Themen wie Soziale Differenzierung, Rassismus, Inklusion/Exklusion und Anerkennung im Vordergrund. Sie arbeitet auch zu Methodologien der Erziehungswissenschaft, insbesondere zur qualitativen Forschung, Kasuistik und Methoden des Vergleichs.
Merle Hummrich ist Mitglied im Rat für Migration, der Deutschen Gesellschaft für Erziehungswissenschaft und der Deutschen Gesellschaft für Soziologie. In der Deutschen Gesellschaft für Erziehungswissenschaft war sie im Sektionsvorstand der Sektion Interkulturelle Bildung und International Vergleichende Erziehungswissenschaft (2011–2015) und der Sektion Schulpädagogik (2016–2022).
Projekte (Auswahl)
- „In Zukunft auf eigenen Füßen“ (1999–2001) – ein Forschungsprojekt der Beauftragten für Migration und Integration des Landes Rheinland-Pfalz.
- „Pädagogische Generationsbeziehungen in Familie und Schule“ (2003–2008), Mitarbeit im DFG-Projekt, Werner Helsper und Rolf-Torsten Kramer.
- „Muslimische und christliche Migrantenjugendliche in Deutschland und der Schweiz“ (2008–2010). Jacobs Foundation
- „Gemeinschaftsschulbildung und Inklusion in Schleswig-Holstein“ (2013–2015) (zus. m. Jürgen Budde, Horst Biedermann, Christine Thon, Beatrix Niemeyer-Jensen), gefördert durch den Forschungsfonds der Europa-Universität Flensburg.
- EDUSPACE. Schule und Migration im deutsch-amerikanischen Vergleich (2015–2019). DFG-Projekt.
- GLOBIS. Globale Verantwortung – Interkulturalität und Internationalisierung in der Schule (2017–2022), Kooperation der Universitäten Frankfurt und Flensburg Robert Bosch Stiftung.
- „VERSA – Veränderungen der Sozialisation durch Schule auf Distanz“ (2021–2022). gefördert durch den Corona-Fonds der Goethe-Universität.
- „KONTAKTSTUDIUM. Anerkennung und Kompetenz in der Migrationsgesellschaft“ (seit 2020), Kooperationspartnerin der Universität Oldenburg, gefördert vom Bundesamt für Migration und Flüchtlinge
- MIRASTO. Migrantenselbstorganisationen und sozialpädagogische Weiterbildung (seit 2024). Leitung Verbundprojekt der Goethe-Universität und der Carl von Ossietzky Universität Oldenburg, gefördert vom BMBF
- BilmaQ. Möglichkeitsräume der Bildung in marginalisierten Quartieren (seit 2024), zusammen mit Nicolle Pfaff und Barbara Asbrand, Deutsche Forschungsgemeinschaft

## Schriften (Auswahl)
Merle Hummrich ist zusammen mit Jörg Dinkelaker, Wolfgang Meseth, Sascha Neumann und Christiane Thompson Herausgeberin der Kohlhammer-Reihe „Grundrisse Erziehungswissenschaft“. Mit Barbara Asbrand, Till-Sebastian Idel und Anna Moldenhauer gibt sie die Reihe „Schule und Gesellschaft“ und mit Wilfried Breyvogel, Cathleen Grunert, Werner Helsper, Rolf-Torsten Kramer, Heinz-Hermann Krüger und Nicolle Pfaff die „Studien zur Jugendforschung“ bei Springer VS heraus. Sie ist Mitherausgeberin der Zeitschrift für Interpretative Schul- und Unterrichtsforschung.
Seit 2025 ist sie zusammen mit Sabine Andresen geschäftsführende Herausgeberin der Zeitschrift für Pädagogik.
- Bildungserfolg und Migration. Opladen 2002 ISBN 978-3-8100-3429-8 und Wiesbaden 2009 ISBN 978-3-531-16894-4.
- mit Franz Hamburger und Tarek Badawia (Hrsg.): Migration und Bildung. über das Verhältnis von Anerkennung und Zumutung in der Einwanderungsgesellschaft. Verlag für Sozialwissenschaften, Wiesbaden 2005, ISBN 3-531-14856-7.
- mit Werner Helsper, Rolf-Torsten Kramer und Susann Busse: Jugend zwischen Familie und Schule
- Jugend und Raum, Wiesbaden 2011. ISBN 978-3-531-16574-5.
- mit Sandra Rademacher (Hrsg.): Kulturvergleich in der qualitativen Forschung. Erziehungswissenschaftliche Perspektiven und Analysen. Wiesbaden 2013, ISBN 978-3-531-17743-4.
- mit Nicolle Pfaff, İnci Dirim und Christine Freitag (Hrsg.): Kulturen der Bildung. Wiesbaden 2016. ISBN 978-3-658-10005-6
- mit Rolf-Torsten Kramer: Schulische Sozialisation. Wiesbaden 2017, ISBN 978-3-531-18454-8.
- mit Anja Gibson und Rolf-Torsten Kramer (Hrsg.): Rekonstruktion Jugend(Kultur)Forschung. Wiesbaden 2020. ISBN 978-3-658-25094-2.
- mit Saskia Terstegen: Migration. Eine Einführung. Wiesbaden 2020, ISBN 978-3-658-20548-5.
- mit Barbara Asbrand, Till-Sebastian Idel und Anna Moldenhauer (Hrsg.): Schulentwicklung als Theorieprojekt. Wiesbaden 2021. ISBN 978-3-658-30773-8.
- mit Dorothee Schwendowius und Saskia Terstegen (Hrsg.): Schulkulturen in Migrationsgesellschaften. Studien zu Differenzverhältnissen im deutsch-amerikanischen Vergleich. Wiesbaden 2022, ISBN 978-3-658-30603-8.
- mit Juliane Engel: A critique of transnational research on subjectivation from the perspective of postcolonial epistemology, Zeitschrift für Erziehungswissenschaft, Vol 26 (2023). [link.springer.com/article/10.1007/s11618-023-01200-9]
- mit Merle Hinrichsen (Hrsg.): Schule und Transnationalisierung. Erziehungswissenschaftliche Verhältnisbestimmungen. Wiesbaden 2023. ISBN 978-3-658-42104-5.
- mit Merle Hinrichsen und Paula Paz: Transnationalisierungsräume. Schulkultur zwischen Internationalisierung und Internationalität. Wiesbaden 2024. ISBN 978-3-658-43349-9.
- Erziehungswissenschaftlich Forschen. Stuttgart 2024. ISBN 978-3-17-037631-1.
- mit Cathleen Grunert, Werner Helsper und Nicolle Pfaff: Zeitschrift für Pädagogik, 70. Beiheft 2024, ISBN 978-3-7799-7926-5.